# 天主教格罗宁根-吕伐登教区
天主教格羅寧根-呂伐登教區（拉丁語：Dioecesis Groningensis）是羅馬天主教在荷蘭的一個教區，屬烏特勒支總教區。
教區位於荷蘭東北部。2011年，有109,000名教友，估轄區總人口5.7%，有82個堂區、40名司鐸、3名終身執事、10名修士、13名修女。現任主教為吉拉·德科爾特。
教區成立於1559年5月12日，1580年被撤銷。1955年7月16日恢復。2005年11月26日易名至今。

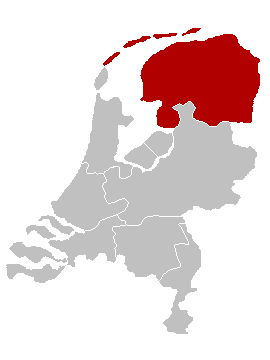
格羅寧根-呂伐登教區管轄範圍圖